# Puchar CEV siatkarek (2002/2003)
Puchar CEV siatkarek 2002/2003 – 23. sezon turnieju rozgrywanego od 1980 roku, organizowanego przez Europejską Konfederację Piłki Siatkowej (CEV) w ramach europejskich pucharów dla żeńskich klubowych zespołów siatkarskich Europy.

## Drużyny uczestniczące
- Teuta Durrës
- ASKÖ Linz
- TI TWK Innsbruck
- Dauphines Charleroi
- Mosan Namur Yvoir
- Dobrinja Sarajewo
- Igman Ilidža
- Polo Kalesija
- Jelovica Tuzla
- Atlant Baranowice
- Minchanka Mińsk
- Kovrovschik Brześć
- Lewski Siconco Sofia
- ŽOK Rijeka
- Apollon Limassol
- Kition Larnaca
- SK UP Ołomuniec
- Holte IF
- Rosenlund Ballerup
- Caja de Ávila
- Hotel Cantur Las Palmas
- Playas Benidorm
- Salon Viesti Salo
- ASPTT Mulhouse
- La Rochette Volley
- Sport School Didi Gikhaishi
- USC Münster
- Ulm Aliud Pharma
- VC Vrilissia
- Filathlitikos Saloniki
- Asystel Volley Novara
- Pallavolo Sirio Perugia
- Teodora Ravenna
- RSR Walfer
- Kometal Student Skopje
- Eastborn-Volco Ommen
- Longa 59 Lichtenvoorde
- VC Weert
- Bank Pocztowy Pałac Bydgoszcz
- BKS Stal Bielsko-Biała
- Stal Mielec
- AC Famalicense
- Arrifes Ponta Delgada
- CSU Metal Gałacz
- RATB Petrom Ploiești
- Universitatea Amici Bacău
- Balakovskaia Bałakowo
- Uniwiersitiet Biełgorod
- Srem Sremska
- Radnički Jugopetrol Belgrad
- Formis Bell Miklavž
- OK Ljubljana
- Concordia Luzern
- KTV Riehen
- Katrineholm VK
- Karşıyaka Izmir
- Kocaelispor Izmit
- Yeşilyurt Stambuł
- ZDIA Zaporizhya

## Rozgrywki

### Runda wstępna
| Data       | Drużyna 1                   | Wynik | Drużyna 2                   | Sety                       |
| ---------- | --------------------------- | ----- | --------------------------- | -------------------------- |
| 02.11.2002 | Apollon Limassol            | 0:3   | KTV Riehen                  | 8:25, 14:25, 24:26         |
| 10.11.2002 | Apollon Limassol            | 0:3   | KTV Riehen                  | 11:25, 10:25, 16:25        |
| 02.11.2002 | RSR Walfer                  | 1:3   | Rosenlund Ballerup          | 21:25, 25:23, 16:25, 9:25  |
| 10.11.2002 | RSR Walfer                  | 0:3   | Rosenlund Ballerup          | 15:25, 22:25, 22:25        |
| 02.11.2002 | Dobrinja Sarajewo           | 3:0   | Sport School Didi Gikhaishi | 25:15, 25:18, 25:14        |
| 03.11.2002 | Dobrinja Sarajewo           | 3:0   | Sport School Didi Gikhaishi | 25:17, 29:27, 25:18        |
| 02.11.2002 | Atlant Baranowice           | 0:3   | Teuta Durrës                | 9:25, 18:25, 10:25         |
| 03.11.2002 | Atlant Baranowice           | 0:3   | Teuta Durrës                | 21:25, 21:25, 11:25        |
| 02.11.2002 | Radnički Jugopetrol Belgrad | 1:3   | Lewski Siconco Sofia        | 20:25, 25:19, 13:25, 11:25 |
| 10.11.2002 | Radnički Jugopetrol Belgrad | 0:3   | Lewski Siconco Sofia        | 21:25, 16:25, 17:25        |

### Faza grupowa

#### Grupa A
Ponta Delgada
Tabela
| Lp. | Drużyna                 | Pkt | Mecze | Mecze | Mecze | Sety | Sety | Sety  | Małe punkty | Małe punkty | Małe punkty |
| Lp. | Drużyna                 | Pkt | M     | W     | P     | wyg. | prz. | ratio | zdob.       | str.        | ratio       |
| --- | ----------------------- | --- | ----- | ----- | ----- | ---- | ---- | ----- | ----------- | ----------- | ----------- |
| 1   | Hotel Cantur Las Palmas | 6   | 3     | 3     | 0     | 9    | 2    | 4.500 | 250         | 181         | 1.381       |
| 2   | BKS Stal Bielsko-Biała  | 5   | 3     | 2     | 1     | 8    | 3    | 2.667 | 243         | 202         | 1.203       |
| 3   | La Rochette Volley      | 4   | 3     | 1     | 2     | 3    | 6    | 0.500 | 185         | 187         | 0.989       |
| 4   | Arrifes Ponta Delgada   | 3   | 3     | 0     | 3     | 0    | 9    | 0.000 | 117         | 225         | 0.520       |

Wyniki
| Data       | Drużyna 1               | Wynik | Drużyna 2               | Sety                              |
| ---------- | ----------------------- | ----- | ----------------------- | --------------------------------- |
| 06.12.2002 | Hotel Cantur Las Palmas | 3:0   | La Rochette Volley      | 25:12, 25:22, 25:13               |
| 06.12.2002 | BKS Stal Bielsko-Biała  | 3:0   | Arrifes Ponta Delgada   | 25:7, 25:15, 25:17                |
|            |                         |       |                         |                                   |
| 07.12.2002 | BKS Stal Bielsko-Biała  | 2:3   | Hotel Cantur Las Palmas | 25:18, 17:25, 16:25, 25:17, 10:15 |
| 07.12.2002 | Arrifes Ponta Delgada   | 0:3   | La Rochette Volley      | 10:25, 10:25, 17:25               |
|            |                         |       |                         |                                   |
| 08.12.2002 | Arrifes Ponta Delgada   | 0:3   | Hotel Cantur Las Palmas | 21:25, 6:25, 14:25                |
| 08.12.2002 | La Rochette Volley      | 0:3   | BKS Stal Bielsko-Biała  | 18:25, 22:25, 23:25               |

#### Grupa B
Ulm
Tabela
| Lp. | Drużyna                       | Pkt | Mecze | Mecze | Mecze | Sety | Sety | Sety  | Małe punkty | Małe punkty | Małe punkty |
| Lp. | Drużyna                       | Pkt | M     | W     | P     | wyg. | prz. | ratio | zdob.       | str.        | ratio       |
| --- | ----------------------------- | --- | ----- | ----- | ----- | ---- | ---- | ----- | ----------- | ----------- | ----------- |
| 1   | Bank Pocztowy Pałac Bydgoszcz | 6   | 3     | 3     | 0     | 9    | 1    | 9.000 | 243         | 161         | 1.509       |
| 2   | Ulm Aliud Pharma              | 5   | 3     | 2     | 1     | 7    | 3    | 2.333 | 234         | 188         | 1.245       |
| 3   | VC Weert                      | 4   | 3     | 1     | 2     | 3    | 6    | 0.500 | 172         | 200         | 0.860       |
| 4   | Rosenlund Ballerup            | 3   | 3     | 0     | 3     | 0    | 9    | 0.000 | 125         | 225         | 0.556       |

Wyniki
| Data       | Drużyna 1          | Wynik | Drużyna 2          | Sety                       |
| ---------- | ------------------ | ----- | ------------------ | -------------------------- |
| 06.12.2002 | VC Weert           | 3:0   | Rosenlund Ballerup | 25:17, 25:17, 25:16        |
| 06.12.2002 | Ulm Aliud Pharma   | 1:3   | Pałac Bydgoszcz    | 14:25, 25:18, 22:25, 23:25 |
|            |                    |       |                    |                            |
| 07.12.2002 | Pałac Bydgoszcz    | 3:0   | VC Weert           | 25:13, 25:17, 25:14        |
| 07.12.2002 | Rosenlund Ballerup | 0:3   | Ulm Aliud Pharma   | 16:25, 14:25, 12:25        |
|            |                    |       |                    |                            |
| 08.12.2002 | Pałac Bydgoszcz    | 3:0   | Rosenlund Ballerup | 25:8, 25:19, 25:6          |
| 08.12.2002 | Ulm Aliud Pharma   | 3:0   | VC Weert           | 25:20, 25:15, 25:18        |

#### Grupa C
Yvoir
Tabela
| Lp. | Drużyna                | Pkt | Mecze | Mecze | Mecze | Sety | Sety | Sety  | Małe punkty | Małe punkty | Małe punkty |
| Lp. | Drużyna                | Pkt | M     | W     | P     | wyg. | prz. | ratio | zdob.       | str.        | ratio       |
| --- | ---------------------- | --- | ----- | ----- | ----- | ---- | ---- | ----- | ----------- | ----------- | ----------- |
| 1   | Filathlitikos Saloniki | 6   | 3     | 3     | 0     | 9    | 2    | 4.500 | 269         | 211         | 1.275       |
| 2   | KTV Riehen             | 5   | 3     | 2     | 1     | 7    | 4    | 1.750 | 243         | 245         | 0.992       |
| 3   | Mosan Namur Yvoir      | 4   | 3     | 1     | 2     | 5    | 6    | 0.833 | 249         | 239         | 1.042       |
| 4   | ASKÖ Linz              | 3   | 3     | 0     | 3     | 0    | 9    | 0.000 | 159         | 225         | 0.707       |

Wyniki
| Data       | Drużyna 1              | Wynik | Drużyna 2              | Sety                       |
| ---------- | ---------------------- | ----- | ---------------------- | -------------------------- |
| 06.12.2002 | Filathlitikos Saloniki | 3:0   | ASKÖ Linz              | 25:12, 25:20, 25:22        |
| 06.12.2002 | KTV Riehen             | 3:1   | Mosan Namur Yvoir      | 15:25, 25:21, 25:22, 27:25 |
|            |                        |       |                        |                            |
| 07.12.2002 | Filathlitikos Saloniki | 3:1   | KTV Riehen             | 23:25, 25:20, 25:19, 25:12 |
| 07.12.2002 | ASKÖ Linz              | 0:3   | Mosan Namur Yvoir      | 15:25, 14:25, 22:25        |
|            |                        |       |                        |                            |
| 08.12.2002 | KTV Riehen             | 3:0   | ASKÖ Linz              | 25:18, 25:21, 25:15        |
| 08.12.2002 | Mosan Namur Yvoir      | 1:3   | Filathlitikos Saloniki | 19:25, 25:21, 20:25, 17:25 |

#### Grupa D
Sremska Mitrovica
Tabela
| Lp. | Drużyna              | Pkt | Mecze | Mecze | Mecze | Sety | Sety | Sety  | Małe punkty | Małe punkty | Małe punkty |
| Lp. | Drużyna              | Pkt | M     | W     | P     | wyg. | prz. | ratio | zdob.       | str.        | ratio       |
| --- | -------------------- | --- | ----- | ----- | ----- | ---- | ---- | ----- | ----------- | ----------- | ----------- |
| 1   | Caja de Ávila        | 6   | 3     | 3     | 0     | 9    | 2    | 4.500 | 260         | 194         | 1.340       |
| 2   | RATB Petrom Ploiești | 5   | 3     | 2     | 1     | 6    | 6    | 1.000 | 263         | 243         | 1.082       |
| 3   | AC Famalicense       | 4   | 3     | 1     | 2     | 7    | 8    | 0.875 | 290         | 320         | 0.906       |
| 4   | Srem Sremska         | 3   | 3     | 0     | 3     | 3    | 9    | 0.333 | 219         | 275         | 0.796       |

Wyniki
| Data       | Drużyna 1            | Wynik | Drużyna 2            | Sety                              |
| ---------- | -------------------- | ----- | -------------------- | --------------------------------- |
| 06.12.2002 | Caja de Ávila        | 3:2   | AC Famalicense       | 23:25, 25:12, 25:13, 18:25, 19:17 |
| 06.12.2002 | RATB Petrom Ploiești | 3:1   | Srem Sremska         | 25:19, 25:8, 23:25, 25:20         |
|            |                      |       |                      |                                   |
| 07.12.2002 | RATB Petrom Ploiești | 0:3   | Caja de Ávila        | 16:25, 21:25, 18:25               |
| 07.12.2002 | Srem Sremska         | 2:3   | AC Famalicense       | 25:17, 21:25, 20:25, 25:20, 9:15  |
|            |                      |       |                      |                                   |
| 08.12.2002 | AC Famalicense       | 2:3   | RATB Petrom Ploiești | 22:25, 12:25, 26:24, 25:21, 11:15 |
| 08.12.2002 | Caja de Ávila        | 3:0   | Srem Sremska         | 25:13, 25:17, 25:17               |

#### Grupa E
Rijeka
Tabela
| Lp. | Drużyna                   | Pkt | Mecze | Mecze | Mecze | Sety | Sety | Sety  | Małe punkty | Małe punkty | Małe punkty |
| Lp. | Drużyna                   | Pkt | M     | W     | P     | wyg. | prz. | ratio | zdob.       | str.        | ratio       |
| --- | ------------------------- | --- | ----- | ----- | ----- | ---- | ---- | ----- | ----------- | ----------- | ----------- |
| 1   | Yeşilyurt Stambuł         | 6   | 3     | 3     | 0     | 9    | 1    | 9.000 | 245         | 189         | 1.296       |
| 2   | Universitatea Amici Bacău | 5   | 3     | 2     | 1     | 7    | 3    | 2.333 | 233         | 186         | 1.253       |
| 3   | ŽOK Rijeka                | 4   | 3     | 1     | 2     | 3    | 6    | 0.500 | 203         | 212         | 0.958       |
| 4   | Dobrinja Sarajewo         | 3   | 3     | 0     | 3     | 0    | 9    | 0.000 | 133         | 227         | 0.586       |

Wyniki
| Data       | Drużyna 1                 | Wynik | Drużyna 2                 | Sety                       |
| ---------- | ------------------------- | ----- | ------------------------- | -------------------------- |
| 06.12.2002 | Universitatea Amici Bacău | 3:0   | Dobrinja Sarajewo         | 25:4, 25:10, 25:17         |
| 06.12.2002 | ŽOK Rijeka                | 0:3   | Yeşilyurt Stambuł         | 17:25, 22:25, 25:27        |
|            |                           |       |                           |                            |
| 07.12.2002 | Universitatea Amici Bacău | 1:3   | Yeşilyurt Stambuł         | 25:18, 18:25, 16:25, 23:25 |
| 07.12.2002 | Dobrinja Sarajewo         | 0:3   | ŽOK Rijeka                | 18:25, 16:25, 25:27        |
|            |                           |       |                           |                            |
| 08.12.2002 | Yeşilyurt Stambuł         | 3:0   | Dobrinja Sarajewo         | 25:15, 25:15, 25:14        |
| 08.12.2002 | ŽOK Rijeka                | 0:3   | Universitatea Amici Bacău | 23:25, 15:25, 24:26        |

#### Grupa F
Ljubljana
Tabela
| Lp. | Drużyna           | Pkt | Mecze | Mecze | Mecze | Sety | Sety | Sety  | Małe punkty | Małe punkty | Małe punkty |
| Lp. | Drużyna           | Pkt | M     | W     | P     | wyg. | prz. | ratio | zdob.       | str.        | ratio       |
| --- | ----------------- | --- | ----- | ----- | ----- | ---- | ---- | ----- | ----------- | ----------- | ----------- |
| 1   | Teodora Ravenna   | 6   | 3     | 3     | 0     | 9    | 2    | 4.500 | 259         | 191         | 1.356       |
| 2   | Playas Benidorm   | 5   | 3     | 2     | 1     | 8    | 3    | 2.667 | 252         | 212         | 1.189       |
| 3   | Kocaelispor Izmit | 4   | 3     | 1     | 2     | 3    | 7    | 0.429 | 191         | 238         | 0.803       |
| 4   | OK Ljubljana      | 3   | 3     | 0     | 3     | 1    | 9    | 0.111 | 183         | 244         | 0.750       |

Wyniki
| Data       | Drużyna 1         | Wynik | Drużyna 2         | Sety                              |
| ---------- | ----------------- | ----- | ----------------- | --------------------------------- |
| 06.12.2002 | Playas Benidorm   | 2:3   | Teodora Ravenna   | 25:23, 20:25, 21:25, 25:21, 11:15 |
| 06.12.2002 | OK Ljubljana      | 1:3   | Kocaelispor Izmit | 23:25, 24:26, 25:18, 16:25        |
|            |                   |       |                   |                                   |
| 07.12.2002 | Kocaelispor Izmit | 0:3   | Teodora Ravenna   | 17:25, 15:25, 11:25               |
| 07.12.2002 | OK Ljubljana      | 0:3   | Playas Benidorm   | 14:25, 22:25, 13:25               |
|            |                   |       |                   |                                   |
| 08.12.2002 | Playas Benidorm   | 3:0   | Kocaelispor Izmit | 25:14, 25:20, 25:20               |
| 08.12.2002 | Teodora Ravenna   | 3:0   | OK Ljubljana      | 25:16, 25:16, 25:14               |

#### Grupa G
Mielec
Tabela
| Lp. | Drużyna              | Pkt | Mecze | Mecze | Mecze | Sety | Sety | Sety  | Małe punkty | Małe punkty | Małe punkty |
| Lp. | Drużyna              | Pkt | M     | W     | P     | wyg. | prz. | ratio | zdob.       | str.        | ratio       |
| --- | -------------------- | --- | ----- | ----- | ----- | ---- | ---- | ----- | ----------- | ----------- | ----------- |
| 1   | Stal Mielec          | 6   | 3     | 3     | 0     | 9    | 1    | 9.000 | 246         | 169         | 1.456       |
| 2   | Dauphines Charleroi  | 5   | 3     | 2     | 1     | 6    | 4    | 1.500 | 207         | 215         | 0.963       |
| 3   | Eastborn-Volco Ommen | 4   | 3     | 1     | 2     | 5    | 6    | 0.833 | 246         | 246         | 1.000       |
| 4   | Polo Kalesija        | 3   | 3     | 0     | 3     | 0    | 9    | 0.000 | 156         | 225         | 0.693       |

Wyniki
| Data       | Drużyna 1            | Wynik | Drużyna 2            | Sety                       |
| ---------- | -------------------- | ----- | -------------------- | -------------------------- |
| 06.12.2002 | Stal Mielec          | 3:0   | Polo Kalesija        | 25:17, 25:9, 25:19         |
| 06.12.2002 | Eastborn-Volco Ommen | 1:3   | Dauphines Charleroi  | 25:16, 24:26, 16:25, 22:25 |
|            |                      |       |                      |                            |
| 07.12.2002 | Polo Kalesija        | 0:3   | Dauphines Charleroi  | 16:25, 20:25, 17:25        |
| 07.12.2002 | Stal Mielec          | 3:1   | Eastborn-Volco Ommen | 21:25, 25:22, 25:20, 25:17 |
|            |                      |       |                      |                            |
| 08.12.2002 | Eastborn-Volco Ommen | 3:0   | Polo Kalesija        | 25:22, 25:20, 25:16        |
| 08.12.2002 | Dauphines Charleroi  | 0:3   | Stal Mielec          | 12:25, 14:25, 14:25        |

#### Grupa H
Miluza
Tabela
| Lp. | Drużyna            | Pkt | Mecze | Mecze | Mecze | Sety | Sety | Sety  | Małe punkty | Małe punkty | Małe punkty |
| Lp. | Drużyna            | Pkt | M     | W     | P     | wyg. | prz. | ratio | zdob.       | str.        | ratio       |
| --- | ------------------ | --- | ----- | ----- | ----- | ---- | ---- | ----- | ----------- | ----------- | ----------- |
| 1   | ASPTT Mulhouse     | 6   | 3     | 3     | 0     | 9    | 0    | MAX   | 225         | 122         | 1.844       |
| 2   | Kovrovschik Brześć | 5   | 3     | 2     | 1     | 6    | 3    | 2.000 | 199         | 154         | 1.292       |
| 3   | Holte IF           | 4   | 3     | 1     | 2     | 3    | 6    | 0.500 | 162         | 203         | 0.798       |
| 4   | Kition Larnaca     | 3   | 3     | 0     | 3     | 0    | 9    | 0.000 | 119         | 226         | 0.527       |

Wyniki
| Data       | Drużyna 1          | Wynik | Drużyna 2          | Sety                |
| ---------- | ------------------ | ----- | ------------------ | ------------------- |
| 06.12.2002 | Kovrovschik Brześć | 3:0   | Holte IF           | 25:16, 25:15, 25:11 |
| 06.12.2002 | Kition Larnaca     | 0:3   | ASPTT Mulhouse     | 9:25, 17:25, 3:25   |
|            |                    |       |                    |                     |
| 07.12.2002 | Holte IF           | 3:0   | Kition Larnaca     | 25:17, 26:24, 25:12 |
| 07.12.2002 | ASPTT Mulhouse     | 3:0   | Kovrovschik Brześć | 25:11, 25:17, 25:21 |
|            |                    |       |                    |                     |
| 08.12.2002 | Kovrovschik Brześć | 3:0   | Kition Larnaca     | 25:11, 25:17, 25:9  |
| 08.12.2002 | Holte IF           | 0:3   | ASPTT Mulhouse     | 8:25, 16:25, 20:25  |

#### Grupa I
Ołomuniec
Tabela
| Lp. | Drużyna           | Pkt | Mecze | Mecze | Mecze | Sety | Sety | Sety  | Małe punkty | Małe punkty | Małe punkty |
| Lp. | Drużyna           | Pkt | M     | W     | P     | wyg. | prz. | ratio | zdob.       | str.        | ratio       |
| --- | ----------------- | --- | ----- | ----- | ----- | ---- | ---- | ----- | ----------- | ----------- | ----------- |
| 1   | SK UP Ołomuniec   | 6   | 3     | 3     | 0     | 9    | 1    | 9.000 | 246         | 169         | 1.456       |
| 2   | Salon Viesti Salo | 5   | 3     | 2     | 1     | 6    | 7    | 0.857 | 271         | 262         | 1.034       |
| 3   | Minchanka Mińsk   | 4   | 3     | 1     | 2     | 6    | 7    | 0.857 | 279         | 289         | 0.965       |
| 4   | Jelovica Tuzla    | 3   | 3     | 0     | 3     | 3    | 9    | 0.333 | 205         | 281         | 0.730       |

Wyniki
| Data       | Drużyna 1         | Wynik | Drużyna 2         | Sety                             |
| ---------- | ----------------- | ----- | ----------------- | -------------------------------- |
| 06.12.2002 | Jelovica Tuzla    | 2:3   | Salon Viesti Salo | 8:25, 22:25, 25:22, 25:22, 5:15  |
| 06.12.2002 | SK UP Ołomuniec   | 3:1   | Minchanka Mińsk   | 25:15, 25:21, 21:25, 25:19       |
|            |                   |       |                   |                                  |
| 07.12.2002 | Minchanka Mińsk   | 2:3   | Salon Viesti Salo | 18:25, 25:21, 25:23, 26:28, 8:15 |
| 07.12.2002 | SK UP Ołomuniec   | 3:0   | Jelovica Tuzla    | 25:15, 25:15, 25:9               |
|            |                   |       |                   |                                  |
| 08.12.2002 | Jelovica Tuzla    | 1:3   | Minchanka Mińsk   | 14:25, 21:25, 25:22, 21:25       |
| 08.12.2002 | Salon Viesti Salo | 0:3   | SK UP Ołomuniec   | 12:25, 18:25, 20:25              |

#### Grupa J
Izmir
Tabela
| Lp. | Drużyna                | Pkt | Mecze | Mecze | Mecze | Sety | Sety | Sety  | Małe punkty | Małe punkty | Małe punkty |
| Lp. | Drużyna                | Pkt | M     | W     | P     | wyg. | prz. | ratio | zdob.       | str.        | ratio       |
| --- | ---------------------- | --- | ----- | ----- | ----- | ---- | ---- | ----- | ----------- | ----------- | ----------- |
| 1   | Karşıyaka Izmir        | 6   | 3     | 3     | 0     | 9    | 2    | 4.500 | 257         | 188         | 1.367       |
| 2   | TI TWK Innsbruck       | 5   | 3     | 2     | 1     | 6    | 4    | 1.500 | 216         | 213         | 1.014       |
| 3   | Kometal Student Skopje | 4   | 3     | 1     | 2     | 5    | 6    | 0.833 | 242         | 219         | 1.105       |
| 4   | Igman Ilidža           | 3   | 3     | 0     | 3     | 1    | 9    | 0.111 | 151         | 246         | 0.614       |

Wyniki
| Data       | Drużyna 1              | Wynik | Drużyna 2              | Sety                              |
| ---------- | ---------------------- | ----- | ---------------------- | --------------------------------- |
| 06.12.2002 | Kometal Student Skopje | 0:3   | TI TWK Innsbruck       | 24:26, 13:25, 24:26               |
| 06.12.2002 | Igman Ilidža           | 0:3   | Karşıyaka Izmir        | 23:25, 10:25, 6:25                |
|            |                        |       |                        |                                   |
| 07.12.2002 | Igman Ilidža           | 0:3   | Kometal Student Skopje | 8:25, 9:25, 18:25                 |
| 07.12.2002 | Karşıyaka Izmir        | 3:0   | TI TWK Innsbruck       | 25:15, 25:11, 25:17               |
|            |                        |       |                        |                                   |
| 08.12.2002 | TI TWK Innsbruck       | 3:1   | Igman Ilidža           | 25:18, 25:13, 21:25, 25:21        |
| 08.12.2002 | Karşıyaka Izmir        | 3:2   | Kometal Student Skopje | 25:18, 26:28, 16:25, 25:22, 15:13 |

#### Grupa K
Lucerna
Tabela
| Lp. | Drużyna            | Pkt | Mecze | Mecze | Mecze | Sety | Sety | Sety  | Małe punkty | Małe punkty | Małe punkty |
| Lp. | Drużyna            | Pkt | M     | W     | P     | wyg. | prz. | ratio | zdob.       | str.        | ratio       |
| --- | ------------------ | --- | ----- | ----- | ----- | ---- | ---- | ----- | ----------- | ----------- | ----------- |
| 1   | USC Münster        | 6   | 3     | 3     | 0     | 9    | 3    | 3.000 | 274         | 209         | 1.311       |
| 2   | ZDIA Zaporoże      | 5   | 3     | 2     | 1     | 7    | 5    | 1.400 | 264         | 246         | 1.073       |
| 3   | L'59 Lichtenvoorde | 4   | 3     | 1     | 2     | 3    | 7    | 0.429 | 193         | 232         | 0.832       |
| 4   | Concordia Luzern   | 3   | 3     | 0     | 3     | 5    | 9    | 0.556 | 272         | 316         | 0.861       |

Wyniki
| Data       | Drużyna 1          | Wynik | Drużyna 2          | Sety                              |
| ---------- | ------------------ | ----- | ------------------ | --------------------------------- |
| 06.12.2002 | USC Münster        | 3:1   | ZDIA Zaporoże      | 25:19, 25:16, 17:25, 25:19        |
| 06.12.2002 | Concordia Luzern   | 1:3   | L'59 Lichtenvoorde | 14:25, 19:25, 25:23, 24:26        |
|            |                    |       |                    |                                   |
| 07.12.2002 | L'59 Lichtenvoorde | 0:3   | USC Münster        | 11:25, 16:25, 10:25               |
| 07.12.2002 | ZDIA Zaporoże      | 3:2   | Concordia Luzern   | 23:25, 25:20, 25:15, 22:25, 15:12 |
|            |                    |       |                    |                                   |
| 08.12.2002 | L'59 Lichtenvoorde | 0:3   | ZDIA Zaporoże      | 19:25, 16:25, 22:25               |
| 08.12.2002 | Concordia Luzern   | 2:3   | USC Münster        | 18:25, 25:22, 25:20, 16:25, 9:15  |

#### Grupa L
Gałacz
Tabela
| Lp. | Drużyna             | Pkt | Mecze | Mecze | Mecze | Sety | Sety | Sety  | Małe punkty | Małe punkty | Małe punkty |
| Lp. | Drużyna             | Pkt | M     | W     | P     | wyg. | prz. | ratio | zdob.       | str.        | ratio       |
| --- | ------------------- | --- | ----- | ----- | ----- | ---- | ---- | ----- | ----------- | ----------- | ----------- |
| 1   | CSU Metal Gałacz    | 6   | 3     | 3     | 0     | 9    | 1    | 9.000 | 254         | 170         | 1.494       |
| 2   | VC Vrilissia        | 5   | 3     | 2     | 1     | 7    | 3    | 2.333 | 243         | 205         | 1.185       |
| 3   | Formis Bell Miklavž | 4   | 3     | 1     | 2     | 3    | 8    | 0.375 | 172         | 256         | 0.672       |
| 4   | Katrineholms VK     | 3   | 3     | 0     | 3     | 2    | 9    | 0.222 | 211         | 249         | 0.847       |

Wyniki
| Data       | Drużyna 1           | Wynik | Drużyna 2           | Sety                              |
| ---------- | ------------------- | ----- | ------------------- | --------------------------------- |
| 06.12.2002 | Formis Bell Miklavž | 0:3   | VC Vrilissia        | 11:25, 12:25, 15:25               |
| 06.12.2002 | CSU Metal Gałacz    | 3:0   | Katrineholms VK     | 25:11, 25:16, 25:15               |
|            |                     |       |                     |                                   |
| 07.12.2002 | Katrineholms VK     | 0:3   | VC Vrilissia        | 18:25, 23:25, 22:25               |
| 07.12.2002 | CSU Metal Gałacz    | 3:0   | Formis Bell Miklavž | 25:10, 25:14, 25:11               |
|            |                     |       |                     |                                   |
| 08.12.2002 | Formis Bell Miklavž | 3:2   | Katrineholms VK     | 11:25, 23:25, 25:21, 25:23, 15:12 |
| 08.12.2002 | VC Vrilissia        | 1:3   | CSU Metal Gałacz    | 17:25, 23:25, 31:29, 22:25        |

### 1/8 finału
| Data       | Drużyna 1               | Wynik | Drużyna 2               | Sety                              |
| ---------- | ----------------------- | ----- | ----------------------- | --------------------------------- |
| 08.01.2003 | Asystel Volley Novara   | 3:0   | Bank Pocztowy Bydgoszcz | 25:14, 25:14, 25:15               |
| 15.01.2003 | Asystel Volley Novara   | 2:3   | Bank Pocztowy Bydgoszcz | 25:14, 23:25, 24:26, 25:13, 14:16 |
| 08.01.2003 | Teodora Ravenna         | 3:0   | Yeşilyurt Stambuł       | 25:22, 25:22, 25:22               |
| 16.01.2003 | Teodora Ravenna         | 3:2   | Yeşilyurt Stambuł       | 25:18, 25:23, 18:25, 14:25, 16:14 |
| 08.01.2003 | ASPTT Mulhouse          | 0:3   | Hotel Cantur Las Palmas | 22:25, 15:25, 24:26               |
| 15.01.2003 | ASPTT Mulhouse          | 0:3   | Hotel Cantur Las Palmas | 18:25, 20:25, 22:25               |
| 08.01.2003 | USC Münster             | 3:2   | Balakovskaia Bałakowo   | 25:22, 25:14, 21:25, 16:25, 15:10 |
| 15.01.2003 | USC Münster             | 3:2   | Balakovskaia Bałakowo   | 22:25, 23:25, 25:23, 25:21, 15:13 |
| 07.01.2003 | Pallavolo Sirio Perugia | 3:0   | Filathlitikos Saloniki  | 25:19, 25:20, 25:14               |
| 09.01.2003 | Pallavolo Sirio Perugia | 3:0   | Filathlitikos Saloniki  | 25:17, 25:20, 25:20               |
| 08.01.2003 | Stal Mielec             | 3:0   | SK UP Ołomuniec         | 25:19, 25:17, 25:17               |
| 16.01.2003 | Stal Mielec             | 3:2   | SK UP Ołomuniec         | 25:23, 25:22, 15:25, 18:25, 15:8  |
| 08.01.2003 | Caja de Ávila           | 3:0   | Karşıyaka Izmir         | 25:22, 25:18, 25:14               |
| 14.01.2003 | Caja de Ávila           | 3:0   | Karşıyaka Izmir         | 25:10, 26:24, 25:15               |
| 09.01.2003 | Metal Gałacz            | 3:1   | Uniwiersitiet Biełgorod | 25:22, 25:20, 17:25, 25:23        |
| 15.01.2003 | Metal Gałacz            | 1:3   | Uniwiersitiet Biełgorod | 25:19, 17:25, 12:25, 20:25        |

### 1/4 finału
| Data       | Drużyna 1               | Wynik | Drużyna 2               | Sety                              |
| ---------- | ----------------------- | ----- | ----------------------- | --------------------------------- |
| 05.02.2003 | Asystel Volley Novara   | 3:1   | Teodora Ravenna         | 25:16, 25:16, 23:25, 25:17        |
| 12.02.2003 | Asystel Volley Novara   | 3:1   | Teodora Ravenna         | 25:8, 25:12, 22:25, 25:13         |
| 06.02.2003 | Hotel Cantur Las Palmas | 3:0   | USC Münster             | 25:20, 25:19, 25:17               |
| 13.02.2003 | Hotel Cantur Las Palmas | 3:1   | USC Münster             | 25:17, 24:26, 25:18, 25:12        |
| 04.02.2003 | Pallavolo Sirio Perugia | 3:0   | Stal Mielec             | 25:12, 25:23, 25:16               |
| 05.02.2003 | Pallavolo Sirio Perugia | 3:0   | Stal Mielec             | 25:13, 25:18, 25:9                |
| 05.02.2003 | Caja de Ávila           | 3:2   | Uniwiersitiet Biełgorod | 26:24, 23:25, 24:26, 25:22, 19:17 |
| 12.02.2003 | Caja de Ávila           | 3:2   | Uniwiersitiet Biełgorod | 25:16, 23:25, 19:25, 25:22, 15:9  |

### Turniej finałowy
Perugia

#### Półfinał
| Data       | Drużyna 1               | Wynik | Drużyna 2               | Sety                       |
| ---------- | ----------------------- | ----- | ----------------------- | -------------------------- |
| 08.03.2003 | Asystel Volley Novara   | 3:0   | Caja de Ávila           | 25:17, 25:14, 25:20        |
| 08.03.2003 | Hotel Cantur Las Palmas | 3:1   | Pallavolo Sirio Perugia | 31:33, 26:24, 25:19, 25:19 |

#### Mecz o 3. miejsce
| Data       | Drużyna 1               | Wynik | Drużyna 2     | Sety                |
| ---------- | ----------------------- | ----- | ------------- | ------------------- |
| 09.03.2003 | Pallavolo Sirio Perugia | 3:0   | Caja de Ávila | 25:15, 25:23, 25:19 |

#### Finał
| Data       | Drużyna 1             | Wynik | Drużyna 2               | Sety                |
| ---------- | --------------------- | ----- | ----------------------- | ------------------- |
| 09.03.2003 | Asystel Volley Novara | 3:0   | Hotel Cantur Las Palmas | 26:24, 25:13, 25:12 |

## Klasyfikacja końcowa
| Miejsce | Drużyna                 |
| ------- | ----------------------- |
| złoto   | Asystel Volley Novara   |
| srebro  | Hotel Cantur Las Palmas |
| brąz    | Pallavolo Sirio Perugia |
| 4.      | Caja de Ávila           |